# Агаева, Зивар Сюбхан кызы
Зивар Сюбхан кызы Агаева (азерб. Zivər Sübhan qızı Ağayeva; 1934, с. Карасу, Карасуинский район, Азербайджанская ССР, ЗСФСР, СССР — 22 июня 2015, Баку) — азербайджанская поэтесса.

## Биография
Родилась в 1934 году, в селе Карасу Карасуинского района Азербайджанской ССР (ныне — село в Аджикабульском районе республики) в семье железнодорожников.
В 1951 году окончила Бакинский медицинский техникум, в 1962—1967 годах обучалась на факультете языка и литературы Азербайджанского государственного педагогического института им. В. И. Ленина. С 1968 года — редактор журнала «Азербайджан гадыны», в 1969—1993 годах работала заведующей отделов поэзии и корреспондентских писем редакции журнала. С 1993 года — на пенсии.
Умерла 22 июня 2015 года в Баку вследствие тяжелого заболевания, похоронена на Бильгяхском кладбище.

### Творество
Со юных лет занималась поэзией, автор стихотворений, поэм, текстов песен. С 1965 года стихи поэтессы печатались в азербайджанской прессе. Для творчества Агаевой характерны прежде всего темы интимной и гражданской лирики, важное место в творчестве также занимают темы взаимоотношений человека и природы, трудовые подвиги. Работы переведены также на турецкий язык.
Получила широкую известность как поэтесса-песенник. Около 200 стихов Агаевой положены на музыку композиторов Г. Ханмамедова, Р. Гаджиева, Э. Сабит оглы, О. Раджабова, Ш. Ахундовой, Р. Мамедова, М. Багирзаде и других. Песни на слова З. Агаевой занимают ключевое место в репертуарах народной артистки СССР З. Ханларовой — «Yaşa, mənim xalqım», «Bülbülüm», «Unuda bilmirəm», народных артистов Азербайджана Ш. Алекперовой — «Aldatmayaq bir-birimizi», Ф. Керимовой — «Necə unudum səni», М. Багирзаде — «Darıxıram», «Kimlərə qaldı dünya» и многих других. Песня «Yaşa, mənim xalqım» на музыку Рауфа Мамедова, написанная в 1991 году и исполненная Зейнаб Ханларовой, приобрела широкую известность как патриотическая песня и из-за взаимопонятности тюркских языков, входит в репертуар также турецких и крымскотатарских исполнителей.
Из работ Зивар Агаевой в жанре драмы — пьеса «Салатын», посвященная Герою Азербайджана, журналистке Салатын Аскеровой, включена в репертуар Сумгаитского государственного драматического театра.

### Издания
- «Sürəyyanın yuxusu», — Баку: Гянджлик, 1971
- «Özün seç, özün bəyən», — Баку: Гянджлик, 1975
- «İlk baharda gəlmişəm», — Баку: Гянджлик, 1984
- «Dənizlə görüş», — Баку: Гянджлик, 1984
- «Kimlərə qaldı dünya», — Баку: Ширваннешр, 2001
- «Axar sular geri dönməz», — Баку: Азернешр, 2009